# Space Wars
Space Wars és una màquina recreativa de gràfics vectorials de 1977 basada en el programa Spacewar! de 1962 per al PDP-1. Va ser portat al Vectrex el 1982.

## Descripció
Space Wars era la idea de Larry Rosenthal, un graduat del MIT que estava fascinat amb l'Spacewar! original i va desenvolupar el seu propi maquinari i programari personalitzat perquè pogués jugar el joc. Cinematronics va treballar amb Rosenthal per produir el sistema de Space Wars.
Dos jugadors controlaven diferents naus espacials. Un botó girava la nau cap a l'esquerra, un altre girava la nau a la dreta, un donava impuls, un disparava una projectil i un a l'hiperespai (el que provoca que la nau desaparegui i torni a aparèixer a l'altre banda del camp de joc).
El joc ofereix una sèrie d'opcions, incloent la presència o absència d'una estrella al centre del camp de joc (que exerceix una força gravitacional positiva o negativa), ja sigui les vores del camp de joc col·locats als seus costats oposats, per rebutjar projectils. Altres tres característiques fascinants van ser úniques per a aquest joc. En primer lloc, el joc no es podia jugar en mode "un jugador"; un adversari humà era obligatori. En segon lloc, la nau del jugador podria fer un cop d'ull sense morir, però patiria danys; un núvol de fragments de naus solts es trencaria i s'allunyaria, després de la qual cosa la nau quedaria visiblement danyada a la pantalla i giraria i acceleraria més lentament. Tercer i més memorable era que la durada del joc per a qualsevol concurs estava governada exclusivament per la quantitat de diners dipositats; cada quart es podia comprar un minut i mig de joc, amb un dòlar es podia comprar sis minuts i per deu dòlars dos jugadors podien jugar sense parar durant una hora.

## Llegat
Space Wars va formar la base de la plataforma utilitzada per Cinematronics a principis dels 80. La majoria dels seus jocs subsegüents de vectors en blanc i negre (com ara Star Castle i Tail Gunner) es van basar en aquest disseny bàsic personalitzat.